# Rupa
Rupa är en ort i Kroatien. Orten har 310 invånare (2001) och ligger Matuljis kommun i Primorje-Gorski kotars län i den nordvästra delen av landet. Rupa är en gränsort vid den kroatisk-slovenska gränsen och har i synnerhet under turistsäsongen stor genomfartstrafik.

## Kommunikationer
Vid orten ansluter motorvägen A7 som leder vidare mot Rijeka och turistorterna, däribland Opatija och Crikvenica, vid Kvarnerviken.